# Lotte World Tower
Lotte World Tower — 123-этажный сверхвысокий небоскрёб в районе развлекательного комплекса Lotte World в Сеуле, Южная Корея. Высота здания составляет 555 метров, что делает его одним из самых высоких зданий в мире. Владельцем и главным подрядчиком строительства являются структуры, входящие в группу компаний Lotte.
Здание представляет собой стройный конус с выпуклым в средней части силуэтом. Внешняя отделка — светлые стеклянные панели — должны напоминать традиционную корейскую керамику. Здание располагается на берегу реки Ханган, этажи с 1 по 6 занимают магазины, с 7 по 60 — офисы, с 61 по 85 — апартаменты и с 86 по 119 — гостиница. Этажи с 120 по 123 будут открыты для свободного доступа, здесь находится одна из самых высоких в мире смотровых площадок. 
Церемония закладки первого камня состоялась в 2005 году, однако затем строительство было отложено из-за ограничений по высотности, введённых в этом районе ввиду находящегося поблизости аэропорта. Ограничения были сняты в 2009 году и уже в феврале 2010 года строительство возобновилось.
Архитектурный проект здания был выполнен в известной фирме Kohn Pedersen Fox командой Джеймса фон Клемперера. Проект был согласован и одобрен в марте 2009 года, и через семь месяцев начались грунтовые работы. Однако на начальном этапе проекта предполагалось, что здание будет спроектировано американской фирмой Skidmore, Owings and Merrill.
27 марта 2016 года произошел первый случай взлома и восхождения. Когда башня еще строилась, два украинских фотографа поднялись на вершину крана и сняли видео.

## Галерея
- Строительная площадка в октябре 2011 года
- Площадь около башни
- Прозрачный пол